# Immagine. Note di Storia del Cinema
Immagine. Note di Storia del Cinema è una rivista italiana, giunta alla quarta serie. È l'organo ufficiale dell'Associazione italiana per le ricerche di storia del cinema (AIRSC).

## Storia
Nasce nel 1981 sulla spinta di alcuni studiosi e storici del cinema appartenenti a vari Atenei italiani o ricercatori indipendenti mossi unicamente dalla passione della riscoperta di un mondo che andava via via perdendosi.
L'AIRSC si propose con questo periodico di riscoprire e recuperare innanzitutto la memoria del cinema muto e in particolare il cinema muto italiano.
Gli argomenti abbracciano tematiche diverse e complementari dalle tecniche cinematografiche, alla Storia del cinema, a interviste a protagonisti dell'epoca. Il tutto teso a raccogliere testimonianze importanti per le generazioni future di storici del cinema:
- La prima serie (1981-1985, numeri 1-11) vide, tra gli altri, collaboratori quali Aldo Bernardini, Vittorio Martinelli, Mario Verdone, Davide Turconi, Gian Piero Brunetta.
- La seconda serie (1986-2002, numeri 1-53, "nuova serie") presentò nuovi collaboratori che affiancarono i fondatori, pescandoli dalle nuove discipline di storia del cinema, attivate nel frattempo nelle Università italiane.
- La terza serie (2003-2007, numeri 1-13, "terza serie") cambia veste grafica e apre agli studi sul cinema sonoro e internazionale.

La quarta e ultima serie (dal 2010, numeri 1-2, "quarta serie") si presenta in una nuova edizione in volume, ricca di interventi di taglio storico dedicata principalmente al cinema muto italiano, i primi due numeri sono curati da Michele Canosa e Silvio Alovisio (Cfr. gli indici della rivista nel sito ufficiale dell'AIRSC). Anche la sede della redazione è spostata da Roma a Venezia, il nuovo direttore è Michele Canosa, il direttore responsabile Carlo Montanaro , la pubblicazione è curata da Persiani Editore.

## Direttori
- Prima serie: Direttore responsabile Aldo Bernardini (nn. 1-4); Redattore capo Riccardo Redi (direttore de facto: nn. 5-11).
- Seconda serie: Direttore responsabile Davide Turconi; Redattore capo Riccardo Redi.
- Terza serie: Direttore responsabile Davide Turconi; Redattore capo Riccardo Redi.
- Quarta serie: Direttore responsabile Luca Mazzei; Direttore Michele Canosa.